# Coupe d'Europe des clubs de basket-ball en fauteuil roulant 2014
Navigation
Saison précédente Saison suivante
La Coupe d'Europe des clubs de basket-ball en fauteuil roulant 2014, ou EuroCup 2014, est la 39e Coupe d'Europe des clubs de basket-ball en fauteuil roulant organisée par l'IWBF Europe.

## Équipes dispensées de tour préliminaire
Les formations suivantes sont directement qualifiées pour la phase finale d'une des quatre coupes d'Europe, selon le tableau ci-dessous.
| Équipe                 | Qualification directe pour          | Raison                                                   |
| ---------------------- | ----------------------------------- | -------------------------------------------------------- |
| Galatasaray SK         | EuroCup 1 Coupe des Clubs Champions | Champion d'Europe 2013                                   |
| CD Fundosa Once Madrid | EuroCup 1 Coupe des Clubs Champions | Club organisateur de la phase finale de l'EuroCup 1 2014 |
| CID Casa Murcia Getafe | EuroCup 2 Coupe André Vergauwen     | Club organisateur de la phase finale de l'EuroCup 2 2014 |
| CTO Papendal           | EuroCup 3 Coupe Willi Brinkmann     | Club organisateur de la phase finale de l'EuroCup 3 2014 |
| CP Mideba Extremadura  | EuroCup 4 Challenge Cup             | Club organisateur de la phase finale de l'EuroCup 4 2014 |

## Tour préliminaire
Le tirage au sort a eu lieu le 29 septembre 2013. Les poules d'Euroleague 2 et 3 ont été publiées le 1er octobre suivant et celles d'Euroleague 1 le lendemain. Le programme complet de la compétition a été dévoilé le 20 décembre.

### Euroleague 1
L'Euroleague 1 qualifie quatre des cinq équipes de chacune de ses poules : les deux premières pour la Coupe des Champions (EuroCup 1), les deux suivantes respectivement pour les coupes Vergauwen et Brinkmann,.

Groupe A
Le quintuple champion d'Europe Lahn-Dill lance sa campagne européenne 2014 à domicile et espère faire oublier sa contre-performance de l'édition précédente (achevée à la 7e place de l'Eurocup 1). Les deux équipes italiennes de Sassari et Padova, qui ont terminé 2e respectivement de l'Eurocup 2 et de l'Eurocup 3 la saison passée, seront aussi à la lutte pour poursuivre l'aventure à Madrid en mai.
| Groupe A |                            |     |   |   |     |     |      |     |       |
|          | Équipe                     | Pts | G | P | PP  | PC  | Diff | Dép | Moy   |
| 1        | RSV Lahn-Dill              | 8   | 4 | 0 | 340 | 176 | +164 |     | 85-44 |
| 2        | Hyères HC                  | 7   | 3 | 1 | 267 | 255 | +12  |     | 67-64 |
| 3        | RGKSC Rhinos Wolverhampton | 6   | 2 | 2 | 232 | 276 | -44  |     | 58-69 |
| 4        | GSD Anmic Sassari          | 5   | 1 | 3 | 240 | 277 | -37  |     | 60-69 |
| 5        | Padova Millennium Basket   | 4   | 0 | 4 | 182 | 277 | -95  |     | 46-69 |

| Légende | Légende                   |
| ------- | ------------------------- |
|         | Qualifié pour l'EuroCup 1 |
|         | Qualifié pour l'EuroCup 2 |
|         | Qualifié pour l'EuroCup 3 |
|         | Éliminé                   |

| Lahn-Dill Sassari Hyères Padoue Wolverhampton |

Groupe B
L'hôte de ce groupe B (certainement le plus relevé) est le club italien de Giulianova, qui recherche un nouveau podium après son titre en Eurocup 2 en 2012. Il aura fort à faire face à ses compatriotes de Porto Torres (tenants du titre en l'Eurocup 3), aux allemands de Zwickau et aux turcs de Besiktas (deux formations toujours bien classées en Coupes d'Europe ces dernières années).
| Groupe B |                                   |     |   |   |     |     |      |     |       |
|          | Équipe                            | Pts | G | P | PP  | PC  | Diff | Dép | Moy   |
| 1        | CS Meaux                          | 7   | 3 | 1 | 254 | 230 | +24  | +5  | 64-58 |
| 2        | RSC Rollis Zwickau                | 7   | 3 | 1 | 313 | 248 | +65  | -5  | 78-62 |
| 3        | Besiktas JK                       | 6   | 2 | 2 | 285 | 297 | -12  |     | 71-74 |
| 4        | GSD Porto Torres                  | 5   | 1 | 3 | 260 | 279 | -19  | +31 | 65-70 |
| 5        | Gruppo Tercas Amicacci Giulianova | 5   | 1 | 3 | 229 | 287 | -58  | -31 | 57-72 |

| Légende | Légende                   |
| ------- | ------------------------- |
|         | Qualifié pour l'EuroCup 1 |
|         | Qualifié pour l'EuroCup 2 |
|         | Qualifié pour l'EuroCup 3 |
|         | Éliminé                   |

| Giulianova Porto Torres Zwickau Besiktas Meaux |

Groupe C
Toulouse accueille à nouveau le groupe C de l'Euroleague 1 et sera opposé à de sérieux prétendants au titre, champions d'Europe l'année précédente : Santa Lucia (vice-champion d'Europe) et Cantù (tenant du titre en Eurocup 2), ainsi que Las Palmas (récent médaillé de bronze de l'Eurocup 3).
| Groupe C |                                  |     |   |   |     |     |      |     |       |
|          | Équipe                           | Pts | G | P | PP  | PC  | Diff | Dép | Moy   |
| 1        | Unipol Briantea84 Cantù          | 8   | 4 | 0 | 283 | 200 | +83  |     | 71-50 |
| 2        | SSD Santa Lucia Sport            | 7   | 3 | 1 | 272 | 184 | +88  |     | 68-46 |
| 3        | Beit Halochem Tel Aviv           | 6   | 2 | 2 | 251 | 291 | -40  |     | 63-73 |
| 4        | BSR ACES Las Palmas Gran Canaria | 5   | 1 | 3 | 241 | 273 | -32  |     | 60-68 |
| 5        | Toulouse IC                      | 4   | 0 | 4 | 192 | 291 | -99  |     | 48-73 |

| Légende | Légende                   |
| ------- | ------------------------- |
|         | Qualifié pour l'EuroCup 1 |
|         | Qualifié pour l'EuroCup 2 |
|         | Qualifié pour l'EuroCup 3 |
|         | Éliminé                   |

| Santa Lucia Roma Toulouse Las Palmas Cantù Tel Aviv |

### Euroleague 2
L'Euroleague 2 donne accès aux trois dernières coupes d'Europe (Vergauwen, Brinkmann et Challenge Cup) pour les trois premières équipes de chaque poule,.

Groupe A
Les Pilatus Dragons accueillent à nouveau une poule de l'Euroleague 2 et visent une meilleure place que la 8e de la Coupe Vergauwen 2013. Ils retrouvent Thüringen (3e de cette même coupe) et Le Cannet (4e de l'Eurocup 3).
| Groupe A |                              |     |   |   |     |     |      |     |       |
|          | Équipe                       | Pts | G | P | Pm  | Pe  | Diff | Dép | Moy   |
| 1        | Oettinger RSB Team Thüringen | 8   | 4 | 0 | 314 | 152 | +162 |     | 79-38 |
| 2        | HB Le Cannet CA              | 7   | 3 | 1 | 278 | 179 | +99  |     | 70-45 |
| 3        | Pilatus Dragons RCZS         | 6   | 2 | 2 | 201 | 220 | -19  |     | 50-55 |
| 4        | KIK Zmaj Gradacac            | 5   | 1 | 3 | 196 | 258 | -62  |     | 49-65 |
| 5        | Coyotes WBC Nottingham       | 4   | 0 | 4 | 125 | 305 | -180 |     | 31-76 |

| Légende | Légende                   |
| ------- | ------------------------- |
|         | Qualifié pour l'EuroCup 2 |
|         | Qualifié pour l'EuroCup 3 |
|         | Qualifié pour l'EuroCup 4 |
|         | Éliminé                   |

| Pilatus Dragons Le Cannet Thüringen Gradacac Nottingham |

Groupe B
Pour la quatrième année consécutive, le club français de Meylan-Grenoble organise un tour préliminaire de la Coupe d'Europe (à nouveau en Euroleague 2, comme l'an dernier). Les rencontres sont à nouveau délocalisées à Gières, en partenariat avec le club valide du SC Gières Basket.
| Groupe B |                         |     |   |   |     |     |      |     |       |
|          | Équipe                  | Pts | G | P | Pm  | Pe  | Diff | Dép | Moy   |
| 1        | Roller Bulls Sankt Vith | 8   | 4 | 0 | 280 | 208 | +72  |     | 70-52 |
| 2        | Beit Halochem Haifa     | 7   | 3 | 1 | 238 | 238 | +0   |     | 60-60 |
| 3        | Meylan Grenoble HB      | 5   | 1 | 3 | 240 | 257 | -17  | +4  | 60-64 |
| 4        | KK Turkcell Lefkosia    | 5   | 1 | 3 | 269 | 296 | -27  | +4  | 67-74 |
| 5        | Sheffield Steelers      | 5   | 1 | 3 | 252 | 280 | -28  | -8  | 63-70 |

| Légende | Légende                   |
| ------- | ------------------------- |
|         | Qualifié pour l'EuroCup 2 |
|         | Qualifié pour l'EuroCup 3 |
|         | Qualifié pour l'EuroCup 4 |
|         | Éliminé                   |

| Meylan Haifa Lefkosia Sheffield Sankt Vith |

Groupe C
Le groupe C se déroule lui aussi en France, à Bordeaux, avec notamment les Anglais d'Oldham, 4e de l'Eurocup 4. Les Français de Lannion ont été repêchés après le désistement du club belge de Sint-Jan Zedelgem Lions (fusion de Sint-Jan Knesselare et Zedelgem Lions).
| Groupe C |                              |     |   |   |     |     |      |     |       |
|          | Équipe                       | Pts | G | P | Pm  | Pe  | Diff | Dép | Moy   |
| 1        | Léopards de Guyenne Bordeaux | 7   | 3 | 1 | 302 | 222 | +80  | +11 | 76-56 |
| 2        | Köln 99ers                   | 7   | 3 | 1 | 277 | 222 | +55  | +0  | 69-56 |
| 3        | Oldham Owls                  | 7   | 3 | 1 | 254 | 222 | +32  | -11 | 64-56 |
| 4        | CTH Lannion                  | 5   | 1 | 3 | 246 | 304 | -58  |     | 62-76 |
| 5        | Aigles de Meyrin             | 4   | 0 | 4 | 195 | 304 | -109 |     | 49-76 |

| Légende | Légende                   |
| ------- | ------------------------- |
|         | Qualifié pour l'EuroCup 2 |
|         | Qualifié pour l'EuroCup 3 |
|         | Qualifié pour l'EuroCup 4 |
|         | Éliminé                   |

| Bordeaux Oldham Cologne Meyrin Lannion |

Groupe D
Le groupe D est organisé par l'ASD Polisportiva Nordest, près d'Udine, en Italie, qui a terminé à la 3e place de l'Euroligue 4.
| Groupe D |                                         |     |   |   |     |     |      |     |       |
|          | Équipe                                  | Pts | G | P | Pm  | Pe  | Diff | Dép | Moy   |
| 1        | ASD Polisportiva Nordest                | 8   | 4 | 0 | 278 | 196 | +82  |     | 70-49 |
| 2        | Izmir BB Genclik VESK                   | 7   | 3 | 1 | 257 | 237 | +20  |     | 64-59 |
| 3        | BKIS Nevsky Alyans Sankt-Peterbourg VOI | 6   | 2 | 2 | 226 | 233 | -7   |     | 57-58 |
| 4        | EH Villefranche Meyzieu                 | 5   | 1 | 3 | 249 | 281 | -32  |     | 62-70 |
| 5        | KIK UNA Sana Bihac                      | 4   | 0 | 4 | 207 | 270 | -63  |     | 52-68 |

| Légende | Légende                   |
| ------- | ------------------------- |
|         | Qualifié pour l'EuroCup 2 |
|         | Qualifié pour l'EuroCup 3 |
|         | Qualifié pour l'EuroCup 4 |
|         | Éliminé                   |

| Nevsky Alyans Izmir Sana Bihac Meyzieu ASDP Nordest |

### Euroleague 3
L'Euroleague 3 est la dernière division du tour préliminaire. Seules les équipes classées en tête de leur groupe sont qualifiées pour la phase finale de l'EuroCup 4,.

Groupe A
Le groupe A se tient en Autriche et est organisé par les Conveen Sitting Bulls.
| Groupe A |                                     |     |   |   |     |     |      |     |       |
|          | Équipe                              | Pts | G | P | Pm  | Pe  | Diff | Dép | Moy   |
| 1        | Interwetten Coloplast Sitting Bulls | 8   | 4 | 0 | 273 | 127 | +146 |     | 68-32 |
| 2        | IKS GTM Konstancin                  | 6   | 2 | 2 | 245 | 219 | +26  | +12 | 61-55 |
| 3        | KKI Zagreb                          | 6   | 2 | 2 | 216 | 233 | -17  | +4  | 54-58 |
| 4        | Challenge Sports Arrows'81          | 6   | 2 | 2 | 169 | 201 | -32  | -16 | 42-50 |
| 5        | VEF Riga                            | 4   | 0 | 4 | 138 | 261 | -123 |     | 35-65 |

| Légende | Légende                   |
| ------- | ------------------------- |
|         | Qualifié pour l'EuroCup 4 |
|         | Éliminé                   |

| Sitting Bulls Arrows'81 Zagreb Konstancin Riga |

Groupe B
Le groupe B est organisé par l'Akropol Norrbacka, près de Stockholm. Les ukrainiens du WBC Donbass Donetsk se sont désistés au profit de CAPSAAA Paris.
| Groupe B |                        |     |   |   |     |     |      |     |       |
|          | Équipe                 | Pts | G | P | Pm  | Pe  | Diff | Dép | Moy   |
| 1        | Hamburg SV             | 8   | 4 | 0 | 290 | 245 | +45  |     | 73-61 |
| 2        | Akropol Norrbacka HIF  | 7   | 3 | 1 | 272 | 219 | +53  |     | 68-55 |
| 3        | Baski Sankt-Peterbourg | 6   | 2 | 2 | 264 | 257 | +7   |     | 66-64 |
| 4        | Yalova Ortapedikler SK | 5   | 1 | 3 | 249 | 260 | -11  |     | 62-65 |
| 5        | CAPSAAA Paris          | 4   | 0 | 4 | 221 | 315 | -94  |     | 55-79 |

| Légende | Légende                   |
| ------- | ------------------------- |
|         | Qualifié pour l'EuroCup 4 |
|         | Éliminé                   |

| Norrbacka Baski Hambourg Paris Yalova |

Groupe C
Brno accueille à nouveau une poule de l'Euroligue 3.
| Groupe C |                        |     |   |   |     |     |      |     |       |
|          | Équipe                 | Pts | G | P | Pm  | Pe  | Diff | Dép | Moy   |
| 1        | Mainhatten Skywheelers | 8   | 4 | 0 | 310 | 168 | +142 |     | 78-42 |
| 2        | Ilan Ramat Gan         | 7   | 3 | 1 | 242 | 222 | +20  |     | 61-56 |
| 3        | Antwerp Players        | 6   | 2 | 2 | 246 | 273 | -27  |     | 62-68 |
| 4        | LSU RSK Kaunas         | 5   | 1 | 3 | 237 | 264 | -27  |     | 59-66 |
| 5        | SK Hobit Brno          | 4   | 0 | 4 | 174 | 282 | -108 |     | 44-71 |

| Légende | Légende                   |
| ------- | ------------------------- |
|         | Qualifié pour l'EuroCup 4 |
|         | Éliminé                   |

| Mainhatten Ramat Gan Anvers Kaunas Brno |

## Finales

### Eurocup 1: Coupe des Clubs Champions
Madrid, 3e de la dernière Coupe d'Europe, a été sélectionnée pour l'organisation de l'EuroCup 1 et prend place dans le groupe A. Galatasaray, champion d'Europe en titre, se retrouve dans le groupe B.
La composition des groupes a été annoncée peu après les tournois de l'Euroligue 1. Ils sont composés respectivement de :
- Groupe A : Once Madrid (organisateur), Lahn-Dill (1er de la poule A), Meaux (1er de la poule B) et Santa Lucia (2e de la poule C)
- Groupe B : Galatasaray (champion en titre), Hyères (2e de la poule A), Zwickau (2e de la poule B) et Cantù (1er de la poule C)

| Meaux Hyères Santa Lucia · Roma Zwickau Lahn-Dill Madrid Galatasaray Cantù |

#### Phase de groupes
Groupe A
| Groupe A | Groupe A               | Groupe A | Groupe A | Groupe A | Groupe A | Groupe A | Groupe A | Groupe A | Groupe A |
|          | Équipe                 | Pts      | G        | P        | Pm       | Pe       | Diff     | Dép      | Moy      |
| -------- | ---------------------- | -------- | -------- | -------- | -------- | -------- | -------- | -------- | -------- |
| 1        | CD Fundosa Once Madrid | 6        | 3        | 0        | 220      | 201      | +19      |          | 73-67    |
| 2        | RSV Lahn-Dill          | 5        | 2        | 1        | 191      | 173      | +18      |          | 64-58    |
| 3        | SSD Santa Lucia Sport  | 4        | 1        | 2        | 183      | 186      | -3       |          | 61-62    |
| 4        | CS Meaux               | 3        | 0        | 3        | 188      | 222      | -34      |          | 63-74    |

| Légende | Légende                       |
| ------- | ----------------------------- |
|         | Qualifié pour les 1/2 finales |
|         | Éliminé                       |

Groupe B
| Groupe B | Groupe B                | Groupe B | Groupe B | Groupe B | Groupe B | Groupe B | Groupe B | Groupe B | Groupe B |
|          | Équipe                  | Pts      | G        | P        | Pm       | Pe       | Diff     | Dép      | Moy      |
| -------- | ----------------------- | -------- | -------- | -------- | -------- | -------- | -------- | -------- | -------- |
| 1        | Galatasaray SK          | 6        | 3        | 0        | 235      | 159      | +76      |          | 78-53    |
| 2        | Unipol Briantea84 Cantù | 5        | 2        | 1        | 197      | 197      | +0       |          | 66-66    |
| 3        | RSC Rollis Zwickau      | 4        | 1        | 2        | 188      | 211      | -23      |          | 63-70    |
| 4        | Hyères HC               | 3        | 0        | 3        | 178      | 231      | -53      |          | 59-77    |

| Légende | Légende                       |
| ------- | ----------------------------- |
|         | Qualifié pour les 1/2 finales |
|         | Éliminé                       |

#### Tableau final
Les équipes classées aux deux premières places de chaque groupe se disputent le titre.
|  | 1/2 finales             | 1/2 finales    |                        |    | Finale     | Finale     |
|  | 1/2 finales             | 1/2 finales    |                        |    | Finale     | Finale     |
|  |                         |                |                        |    |            |            |
|  | 3 mai 2014              | 3 mai 2014     |                        |    | 4 mai 2014 | 4 mai 2014 |
|  | 3 mai 2014              | 3 mai 2014     |                        |    | 4 mai 2014 | 4 mai 2014 |
|  | CD Fundosa Once Madrid  | 59             |                        |    | 4 mai 2014 | 4 mai 2014 |
|  | CD Fundosa Once Madrid  | 59             |                        |    | 4 mai 2014 | 4 mai 2014 |
|  | Unipol Briantea84 Cantù | 57             |                        |    | 4 mai 2014 | 4 mai 2014 |
|  | Unipol Briantea84 Cantù | 57             | CD Fundosa Once Madrid | 64 |            |            |
|  | 3 mai 2014              |                | CD Fundosa Once Madrid | 64 |            |            |
|  |                         | Galatasaray SK | 71                     |    |            |            |
|  | Galatasaray SK          | Galatasaray SK | 71                     | 64 |            |            |
|  | Galatasaray SK          |                |                        | 64 |            |            |
|  | RSV Lahn-Dill           | 56             |                        |    |            |            |
|  | RSV Lahn-Dill           | 56             | 3e place               |    |            |            |
|  |                         |                |                        |    |            |            |
|  | 4 mai 2014              |                |                        |    |            |            |
|  |                         |                |                        |    |            |            |
|  | Unipol Briantea84 Cantù | 57             |                        |    |            |            |
|  | Unipol Briantea84 Cantù | 57             |                        |    |            |            |
|  | RSV Lahn-Dill           | 78             |                        |    |            |            |
|  | RSV Lahn-Dill           | 78             |                        |    |            |            |

Les équipes classées aux deux dernières places de chaque groupe sont reversées dans ce tableau.
|  | Matchs de classement  | Matchs de classement |                       |    | 5e place   | 5e place   |
|  | Matchs de classement  | Matchs de classement |                       |    | 5e place   | 5e place   |
|  |                       |                      |                       |    |            |            |
|  | 3 mai 2014            | 3 mai 2014           |                       |    | 4 mai 2014 | 4 mai 2014 |
|  | 3 mai 2014            | 3 mai 2014           |                       |    | 4 mai 2014 | 4 mai 2014 |
|  | SSD Santa Lucia Sport | 78                   |                       |    | 4 mai 2014 | 4 mai 2014 |
|  | SSD Santa Lucia Sport | 78                   |                       |    | 4 mai 2014 | 4 mai 2014 |
|  | Hyères HC             | 60                   |                       |    | 4 mai 2014 | 4 mai 2014 |
|  | Hyères HC             | 60                   | SSD Santa Lucia Sport | 54 |            |            |
|  | 3 mai 2014            |                      | SSD Santa Lucia Sport | 54 |            |            |
|  |                       | RSC Rollis Zwickau   | 59                    |    |            |            |
|  | RSC Rollis Zwickau    | RSC Rollis Zwickau   | 59                    | 66 |            |            |
|  | RSC Rollis Zwickau    |                      |                       | 66 |            |            |
|  | CS Meaux              | 45                   |                       |    |            |            |
|  | CS Meaux              | 45                   | 7e place              |    |            |            |
|  |                       |                      |                       |    |            |            |
|  | 4 mai 2014            |                      |                       |    |            |            |
|  |                       |                      |                       |    |            |            |
|  | Hyères HC             | 59                   |                       |    |            |            |
|  | Hyères HC             | 59                   |                       |    |            |            |
|  | CS Meaux              | 63                   |                       |    |            |            |
|  | CS Meaux              | 63                   |                       |    |            |            |

### Eurocup 2: Coupe André Vergauwen
Getafe, médaillé de bronze de l'EuroCup 2 en 2012, organise cette fois-ci la compétition et prend part au groupe A.

Les deux groupes sont composés respectivement de :
- Getafe (club organisateur), Besiktas (3e du groupe B de l'EL1), Thüringen (1er du groupe A de l'EL2) et Bordeaux (1er du groupe C de l'EL2)
- Rhinos Wolverhampton (3e du groupe A de l'EL1), Tel Aviv (3e du groupe C de l'EL1), Sankt Vith (1er du groupe B de l'EL2) et Polisportiva Nordest (1er du groupe C de l'EL2)

| Getafe Besiktas Thüringen Bordeaux Tel Aviv Wolverhampton Sankt Vith ASDP Nordest |

#### Phase de groupes
Groupe A
| Groupe A | Groupe A                     | Groupe A | Groupe A | Groupe A | Groupe A | Groupe A | Groupe A | Groupe A | Groupe A |
|          | Équipe                       | Pts      | G        | P        | Pm       | Pe       | Diff     | Dép      | Moy      |
| -------- | ---------------------------- | -------- | -------- | -------- | -------- | -------- | -------- | -------- | -------- |
| 1        | Oettinger RSB Team Thüringen | 6        | 3        | 0        | 263      | 160      | +103     |          | 88-53    |
| 2        | Besiktas JK                  | 5        | 2        | 1        | 225      | 221      | +4       |          | 75-74    |
| 3        | CID Casa Murcia Getafe       | 4        | 1        | 2        | 221      | 213      | +8       |          | 74-71    |
| 4        | Léopards de Guyenne Bordeaux | 3        | 0        | 3        | 164      | 279      | -115     |          | 55-93    |

| Légende | Légende                       |
| ------- | ----------------------------- |
|         | Qualifié pour les 1/2 finales |
|         | Éliminé                       |

Groupe B
| Groupe B | Groupe B                   | Groupe B | Groupe B | Groupe B | Groupe B | Groupe B | Groupe B | Groupe B | Groupe B |
|          | Équipe                     | Pts      | G        | P        | Pm       | Pe       | Diff     | Dép      | Moy      |
| -------- | -------------------------- | -------- | -------- | -------- | -------- | -------- | -------- | -------- | -------- |
| 1        | Beit Halochem Tel Aviv     | 5        | 2        | 1        | 190      | 177      | +13      | +8       | 63-59    |
| 2        | RGKSC Rhinos Wolverhampton | 5        | 2        | 1        | 186      | 165      | +21      | +0       | 62-55    |
| 3        | Roller Bulls Sankt Vith    | 5        | 2        | 1        | 201      | 180      | +21      | -8       | 67-60    |
| 4        | ASD Polisportiva Nordest   | 3        | 0        | 3        | 140      | 195      | -55      |          | 47-65    |

| Légende | Légende                       |
| ------- | ----------------------------- |
|         | Qualifié pour les 1/2 finales |
|         | Éliminé                       |

#### Tableau final
Les équipes classées aux deux premières places de chaque groupe se disputent le titre.
|  | 1/2 finales                  | 1/2 finales   |                              |    | Finale        | Finale        |
|  | 1/2 finales                  | 1/2 finales   |                              |    | Finale        | Finale        |
|  |                              |               |                              |    |               |               |
|  | 26 avril 2014                | 26 avril 2014 |                              |    | 27 avril 2014 | 27 avril 2014 |
|  | 26 avril 2014                | 26 avril 2014 |                              |    | 27 avril 2014 | 27 avril 2014 |
|  | Oettinger RSB Team Thüringen | 88            |                              |    | 27 avril 2014 | 27 avril 2014 |
|  | Oettinger RSB Team Thüringen | 88            |                              |    | 27 avril 2014 | 27 avril 2014 |
|  | RGKSC Rhinos Wolverhampton   | 49            |                              |    | 27 avril 2014 | 27 avril 2014 |
|  | RGKSC Rhinos Wolverhampton   | 49            | Oettinger RSB Team Thüringen | 88 |               |               |
|  | 26 avril 2014                |               | Oettinger RSB Team Thüringen | 88 |               |               |
|  |                              | Besiktas JK   | 67                           |    |               |               |
|  | Beit Halochem Tel Aviv       | Besiktas JK   | 67                           | 63 |               |               |
|  | Beit Halochem Tel Aviv       |               |                              | 63 |               |               |
|  | Besiktas JK                  | 80            |                              |    |               |               |
|  | Besiktas JK                  | 80            | 3e place                     |    |               |               |
|  |                              |               |                              |    |               |               |
|  | 27 avril 2014                |               |                              |    |               |               |
|  |                              |               |                              |    |               |               |
|  | RGKSC Rhinos Wolverhampton   | 67            |                              |    |               |               |
|  | RGKSC Rhinos Wolverhampton   | 67            |                              |    |               |               |
|  | Beit Halochem Tel Aviv       | 80            |                              |    |               |               |
|  | Beit Halochem Tel Aviv       | 80            |                              |    |               |               |

Les équipes classées aux deux dernières places de chaque groupe sont reversées dans ce tableau.
|  | Matchs de classement         | Matchs de classement    |                          |    | 5e place      | 5e place      |
|  | Matchs de classement         | Matchs de classement    |                          |    | 5e place      | 5e place      |
|  |                              |                         |                          |    |               |               |
|  | 26 avril 2014                | 26 avril 2014           |                          |    | 27 avril 2014 | 27 avril 2014 |
|  | 26 avril 2014                | 26 avril 2014           |                          |    | 27 avril 2014 | 27 avril 2014 |
|  | CID Casa Murcia Getafe       | 56                      |                          |    | 27 avril 2014 | 27 avril 2014 |
|  | CID Casa Murcia Getafe       | 56                      |                          |    | 27 avril 2014 | 27 avril 2014 |
|  | ASD Polisportiva Nordest     | 60                      |                          |    | 27 avril 2014 | 27 avril 2014 |
|  | ASD Polisportiva Nordest     | 60                      | ASD Polisportiva Nordest | 62 |               |               |
|  | 26 avril 2014                |                         | ASD Polisportiva Nordest | 62 |               |               |
|  |                              | Roller Bulls Sankt Vith | 63ap                     |    |               |               |
|  | Roller Bulls Sankt Vith      | Roller Bulls Sankt Vith | 63ap                     | 73 |               |               |
|  | Roller Bulls Sankt Vith      |                         |                          | 73 |               |               |
|  | Léopards de Guyenne Bordeaux | 66ap                    |                          |    |               |               |
|  | Léopards de Guyenne Bordeaux | 66ap                    | 7e place                 |    |               |               |
|  |                              |                         |                          |    |               |               |
|  | 27 avril 2014                |                         |                          |    |               |               |
|  |                              |                         |                          |    |               |               |
|  | CID Casa Murcia Getafe       | 81                      |                          |    |               |               |
|  | CID Casa Murcia Getafe       | 81                      |                          |    |               |               |
|  | Léopards de Guyenne Bordeaux | 47                      |                          |    |               |               |
|  | Léopards de Guyenne Bordeaux | 47                      |                          |    |               |               |

### Eurocup 3: Coupe Willi Brinkmann
L'EuroCup 3 se tient aux Pays-Bas, à Arnhem, et est organisée par le CTO Papendal.
Les deux groupes sont composés respectivement de :
- Papendal (club organisateur), Porto Torres (4e du groupe B de l'EL1), Le Cannet (2e du groupe A de l'EL2) et Köln (2e du groupe C de l'EL2)
- Sassari (4e du groupe B de l'EL1), Gran Canaria (4e du groupe C de l'EL1), Haifa (2e du groupe B de l'EL2) et Izmir (2e du groupe D de l'EL2)

| Papendal Porto Torres Le Cannet Cologne Sassari Las Palmas Haifa Izmir |

#### Phase de groupes
Groupe A
| Groupe A | Groupe A         | Groupe A | Groupe A | Groupe A | Groupe A | Groupe A | Groupe A | Groupe A | Groupe A |
|          | Équipe           | Pts      | G        | P        | Pm       | Pe       | Diff     | Dép      | Moy      |
| -------- | ---------------- | -------- | -------- | -------- | -------- | -------- | -------- | -------- | -------- |
| 1        | GSD Porto Torres | 6        | 3        | 0        | 233      | 184      | +49      |          | 78-61    |
| 2        | HB Le Cannet CA  | 5        | 2        | 1        | 204      | 144      | +60      |          | 68-48    |
| 3        | Köln 99ers       | 4        | 1        | 2        | 182      | 189      | -7       |          | 61-63    |
| 4        | CTO Papendal     | 3        | 0        | 3        | 139      | 241      | -102     |          | 46-80    |

| Légende | Légende                       |
| ------- | ----------------------------- |
|         | Qualifié pour les 1/2 finales |
|         | Éliminé                       |

Groupe B
| Groupe B | Groupe B                         | Groupe B | Groupe B | Groupe B | Groupe B | Groupe B | Groupe B | Groupe B | Groupe B |
|          | Équipe                           | Pts      | G        | P        | Pm       | Pe       | Diff     | Dép      | Moy      |
| -------- | -------------------------------- | -------- | -------- | -------- | -------- | -------- | -------- | -------- | -------- |
| 1        | GSD Anmic Sassari                | 5        | 2        | 1        | 188      | 178      | +10      | +7       | 63-59    |
| 2        | BSR ACES Las Palmas Gran Canaria | 5        | 2        | 1        | 192      | 181      | +11      | -2       | 64-60    |
| 3        | Izmir BB Genclik VESK            | 5        | 2        | 1        | 187      | 172      | +15      | -5       | 62-57    |
| 4        | Beit Halochem Haifa              | 3        | 0        | 3        | 161      | 197      | -36      |          | 54-66    |

| Légende | Légende                       |
| ------- | ----------------------------- |
|         | Qualifié pour les 1/2 finales |
|         | Éliminé                       |

#### Tableau final
Les équipes classées aux deux premières places de chaque groupe se disputent le titre.
|  | 1/2 finales                      | 1/2 finales     |                  |    | Finale        | Finale        |
|  | 1/2 finales                      | 1/2 finales     |                  |    | Finale        | Finale        |
|  |                                  |                 |                  |    |               |               |
|  | 26 avril 2014                    | 26 avril 2014   |                  |    | 27 avril 2014 | 27 avril 2014 |
|  | 26 avril 2014                    | 26 avril 2014   |                  |    | 27 avril 2014 | 27 avril 2014 |
|  | GSD Porto Torres                 | 84              |                  |    | 27 avril 2014 | 27 avril 2014 |
|  | GSD Porto Torres                 | 84              |                  |    | 27 avril 2014 | 27 avril 2014 |
|  | BSR ACES Las Palmas Gran Canaria | 50              |                  |    | 27 avril 2014 | 27 avril 2014 |
|  | BSR ACES Las Palmas Gran Canaria | 50              | GSD Porto Torres | 91 |               |               |
|  | 26 avril 2014                    |                 | GSD Porto Torres | 91 |               |               |
|  |                                  | HB Le Cannet CA | 97ap             |    |               |               |
|  | GSD Anmic Sassari                | HB Le Cannet CA | 97ap             | 50 |               |               |
|  | GSD Anmic Sassari                |                 |                  | 50 |               |               |
|  | HB Le Cannet CA                  | 70              |                  |    |               |               |
|  | HB Le Cannet CA                  | 70              | 3e place         |    |               |               |
|  |                                  |                 |                  |    |               |               |
|  | 27 avril 2014                    |                 |                  |    |               |               |
|  |                                  |                 |                  |    |               |               |
|  | BSR ACES Las Palmas Gran Canaria | 59              |                  |    |               |               |
|  | BSR ACES Las Palmas Gran Canaria | 59              |                  |    |               |               |
|  | GSD Anmic Sassari                | 79              |                  |    |               |               |
|  | GSD Anmic Sassari                | 79              |                  |    |               |               |

Les équipes classées aux deux dernières places de chaque groupe sont reversées dans ce tableau.
|  | Matchs de classement  | Matchs de classement  |            |    | 5e place      | 5e place      |
|  | Matchs de classement  | Matchs de classement  |            |    | 5e place      | 5e place      |
|  |                       |                       |            |    |               |               |
|  | 26 avril 2014         | 26 avril 2014         |            |    | 27 avril 2014 | 27 avril 2014 |
|  | 26 avril 2014         | 26 avril 2014         |            |    | 27 avril 2014 | 27 avril 2014 |
|  | Köln 99ers            | 77                    |            |    | 27 avril 2014 | 27 avril 2014 |
|  | Köln 99ers            | 77                    |            |    | 27 avril 2014 | 27 avril 2014 |
|  | Beit Halochem Haifa   | 46                    |            |    | 27 avril 2014 | 27 avril 2014 |
|  | Beit Halochem Haifa   | 46                    | Köln 99ers | 66 |               |               |
|  | 26 avril 2014         |                       | Köln 99ers | 66 |               |               |
|  |                       | Izmir BB Genclik VESK | 44         |    |               |               |
|  | Izmir BB Genclik VESK | Izmir BB Genclik VESK | 44         | 67 |               |               |
|  | Izmir BB Genclik VESK |                       |            | 67 |               |               |
|  | CTO Papendal          | 50                    |            |    |               |               |
|  | CTO Papendal          | 50                    | 7e place   |    |               |               |
|  |                       |                       |            |    |               |               |
|  | 27 avril 2014         |                       |            |    |               |               |
|  |                       |                       |            |    |               |               |
|  | Beit Halochem Haifa   | 58                    |            |    |               |               |
|  | Beit Halochem Haifa   | 58                    |            |    |               |               |
|  | CTO Papendal          | 45                    |            |    |               |               |
|  | CTO Papendal          | 45                    |            |    |               |               |

### Eurocup 4: Challenge Cup
Mideba remet son titre en jeu et organise à Badajoz par la même occasion la Challenge Cup 2014, comme en 2013, faisant son entrée dans le groupe A.
Les deux groupes sont respectivement composés de :
- Mideba Badajoz (club organisateur), Meylan Grenoble (3e du groupe B de l'EL2), Nevsky Alyans (3e du groupe D de l'EL2), Hambourg (1er du groupe B de l'EL3)
- Pilatus Dragons (3e du groupe A de l'EL2), Oldham (3e du groupe C de l'EL2), Sitting Bulls (1er du groupe A de l'EL3) et Mainhatten (1er du groupe C de l'EL3)

| Mideba Meylan Nevsky Alyans Hambourg Pilatus Dragons Oldham Sitting Bulls Mainhatten |

#### Phase de groupes
Groupe A
| Groupe A | Groupe A                                | Groupe A | Groupe A | Groupe A | Groupe A | Groupe A | Groupe A | Groupe A | Groupe A |
|          | Équipe                                  | Pts      | G        | P        | Pm       | Pe       | Diff     | Dép      | Moy      |
| -------- | --------------------------------------- | -------- | -------- | -------- | -------- | -------- | -------- | -------- | -------- |
| 1        | BG Hamburg SV                           | 6        | 3        | 0        | 205      | 170      | +35      |          | 68-57    |
| 2        | CP Mideba Extremadura                   | 5        | 2        | 1        | 215      | 168      | +47      |          | 72-56    |
| 3        | BKIS Nevsky Alyans Sankt-Peterbourg VOI | 4        | 1        | 2        | 188      | 197      | -9       |          | 63-66    |
| 4        | Meylan Grenoble HB                      | 3        | 0        | 3        | 157      | 230      | -77      |          | 52-77    |

| Légende | Légende                       |
| ------- | ----------------------------- |
|         | Qualifié pour les 1/2 finales |
|         | Éliminé                       |

Groupe B
| Groupe B | Groupe B                            | Groupe B | Groupe B | Groupe B | Groupe B | Groupe B | Groupe B | Groupe B | Groupe B |
|          | Équipe                              | Pts      | G        | P        | Pm       | Pe       | Diff     | Dép      | Moy      |
| -------- | ----------------------------------- | -------- | -------- | -------- | -------- | -------- | -------- | -------- | -------- |
| 1        | Mainhatten Skywheelers              | 6        | 3        | 0        | 212      | 128      | +94      |          | 71-43    |
| 2        | Pilatus Dragons RCZS                | 5        | 2        | 1        | 149      | 163      | -14      |          | 50-54    |
| 3        | Oldham Owls                         | 4        | 1        | 2        | 164      | 172      | -8       |          | 55-57    |
| 4        | Interwetten Coloplast Sitting Bulls | 3        | 0        | 3        | 129      | 191      | -62      |          | 43-64    |

| Légende | Légende                       |
| ------- | ----------------------------- |
|         | Qualifié pour les 1/2 finales |
|         | Éliminé                       |

#### Tableau final
Les équipes classées aux deux premières places de chaque groupe se disputent le titre.
|  | 1/2 finales            | 1/2 finales            |               |    | Finale        | Finale        |
|  | 1/2 finales            | 1/2 finales            |               |    | Finale        | Finale        |
|  |                        |                        |               |    |               |               |
|  | 26 avril 2014          | 26 avril 2014          |               |    | 27 avril 2014 | 27 avril 2014 |
|  | 26 avril 2014          | 26 avril 2014          |               |    | 27 avril 2014 | 27 avril 2014 |
|  | BG Hamburg SV          | 64                     |               |    | 27 avril 2014 | 27 avril 2014 |
|  | BG Hamburg SV          | 64                     |               |    | 27 avril 2014 | 27 avril 2014 |
|  | Pilatus Dragons RCZS   | 37                     |               |    | 27 avril 2014 | 27 avril 2014 |
|  | Pilatus Dragons RCZS   | 37                     | BG Hamburg SV | 62 |               |               |
|  | 26 avril 2014          |                        | BG Hamburg SV | 62 |               |               |
|  |                        | Mainhatten Skywheelers | 54            |    |               |               |
|  | Mainhatten Skywheelers | Mainhatten Skywheelers | 54            | 63 |               |               |
|  | Mainhatten Skywheelers |                        |               | 63 |               |               |
|  | CP Mideba Extremadura  | 51                     |               |    |               |               |
|  | CP Mideba Extremadura  | 51                     | 3e place      |    |               |               |
|  |                        |                        |               |    |               |               |
|  | 27 avril 2014          |                        |               |    |               |               |
|  |                        |                        |               |    |               |               |
|  | Pilatus Dragons RCZS   | 55                     |               |    |               |               |
|  | Pilatus Dragons RCZS   | 55                     |               |    |               |               |
|  | CP Mideba Extremadura  | 68                     |               |    |               |               |
|  | CP Mideba Extremadura  | 68                     |               |    |               |               |

Les équipes classées aux deux dernières places de chaque groupe sont reversées dans ce tableau.
|  | Matchs de classement                    | Matchs de classement |                                         |    | 5e place      | 5e place      |
|  | Matchs de classement                    | Matchs de classement |                                         |    | 5e place      | 5e place      |
|  |                                         |                      |                                         |    |               |               |
|  | 26 avril 2014                           | 26 avril 2014        |                                         |    | 27 avril 2014 | 27 avril 2014 |
|  | 26 avril 2014                           | 26 avril 2014        |                                         |    | 27 avril 2014 | 27 avril 2014 |
|  | BKIS Nevsky Alyans Sankt-Peterbourg VOI | 50                   |                                         |    | 27 avril 2014 | 27 avril 2014 |
|  | BKIS Nevsky Alyans Sankt-Peterbourg VOI | 50                   |                                         |    | 27 avril 2014 | 27 avril 2014 |
|  | Interwetten Coloplast Sitting Bulls     | 49                   |                                         |    | 27 avril 2014 | 27 avril 2014 |
|  | Interwetten Coloplast Sitting Bulls     | 49                   | BKIS Nevsky Alyans Sankt-Peterbourg VOI | 64 |               |               |
|  | 26 avril 2014                           |                      | BKIS Nevsky Alyans Sankt-Peterbourg VOI | 64 |               |               |
|  |                                         | Oldham Owls          | 53                                      |    |               |               |
|  | Oldham Owls                             | Oldham Owls          | 53                                      | 67 |               |               |
|  | Oldham Owls                             |                      |                                         | 67 |               |               |
|  | Meylan Grenoble HB                      | 46                   |                                         |    |               |               |
|  | Meylan Grenoble HB                      | 46                   | 7e place                                |    |               |               |
|  |                                         |                      |                                         |    |               |               |
|  | 27 avril 2014                           |                      |                                         |    |               |               |
|  |                                         |                      |                                         |    |               |               |
|  | Interwetten Coloplast Sitting Bulls     | 55                   |                                         |    |               |               |
|  | Interwetten Coloplast Sitting Bulls     | 55                   |                                         |    |               |               |
|  | Meylan Grenoble HB                      | 49                   |                                         |    |               |               |
|  | Meylan Grenoble HB                      | 49                   |                                         |    |               |               |

## Classements finaux
|                    | EuroCup 1 Coupe des Clubs Champions | EuroCup 1 Coupe des Clubs Champions | EuroCup 2 Coupe André Vergauwen | EuroCup 2 Coupe André Vergauwen | EuroCup 3 Coupe Willi Brinkmann  | EuroCup 3 Coupe Willi Brinkmann | EuroCup 4 Challenge Cup                 | EuroCup 4 Challenge Cup |
| Rang               | Équipe                              | V-D                                 | Équipe                          | V-D                             | Équipe                           | V-D                             | Équipe                                  | V-D                     |
| ------------------ | ----------------------------------- | ----------------------------------- | ------------------------------- | ------------------------------- | -------------------------------- | ------------------------------- | --------------------------------------- | ----------------------- |
| Médaille d'or      | Galatasaray SK                      | 5-0                                 | Oettinger RSB Team Thüringen    | 5-0                             | HB Le Cannet CA                  | 4-1                             | BG Hamburg SV                           | 5-0                     |
| Médaille d'argent  | CD Fundosa Once Madrid              | 4-1                                 | Beşiktaş JK                     | 3-2                             | GSD Porto Torres                 | 4-1                             | Mainhatten Skywheelers                  | 4-1                     |
| Médaille de bronze | RSV Lahn-Dill                       | 3-2                                 | Beit Halochem Tel Aviv          | 3-2                             | GSD Anmic Sassari                | 3-2                             | CP Mideba Extremadura                   | 3-2                     |
| 4                  | Unipol Briantea84 Cantù             | 2-3                                 | RGKSC Rhinos Wolverhampton      | 2-3                             | BSR ACES Las Palmas Gran Canaria | 2-3                             | Pilatus Dragons RCZS                    | 2-3                     |
| 5                  | RSC Rollis Zwickau                  | 3-2                                 | Roller Bulls Sankt Vith         | 4-1                             | Köln 99ers                       | 3-2                             | BKIS Nevsky Alyans Sankt-Peterbourg VOI | 3-2                     |
| 6                  | SSD Santa Lucia Sport               | 2-3                                 | ASD Polisportiva Nordest        | 1-4                             | Izmir BB Genclik VESK            | 3-2                             | Oldham Owls                             | 2-3                     |
| 7                  | CS Meaux                            | 1-4                                 | CID Casa Murcia Getafe          | 2-3                             | Beit Halochem Haifa              | 1-4                             | Interwetten Coloplast Sitting Bulls     | 1-4                     |
| 8                  | Hyères HC                           | 0-5                                 | Léopards de Guyenne Bordeaux    | 0-5                             | CTO Papendal                     | 0-5                             | Meylan Grenoble HB                      | 0-5                     |

## Classement IWBF des clubs à l'issue de la saison
L'IWBF édite chaque année un classement basé sur les performances des clubs dans les compétitions européennes sur les trois dernières années. Il permet de répartir les équipes dans les trois niveaux du tour préliminaire de l'Euroleague.
Classement arrêté à la fin de la saison 2013-2014
| Place | Équipe                                  | Points | Évolution 2013 |
| ----- | --------------------------------------- | ------ | -------------- |
| 1     | Galatasaray SK                          | 298    | en stagnation  |
| 2     | CD Fundosa Once Madrid                  | 284    | en stagnation  |
| 3     | RSV Lahn-Dill                           | 277    | -1             |
| 4     | CMB Santa Lucia Sport                   | 271    | -2             |
| 5     | RSC Rollis Zwickau                      | 269    | en stagnation  |
| 6     | Beşiktaş JK                             | 236    | en stagnation  |
| 7     | Unipol Briantea84 Cantù                 | 235    | +10            |
| 8     | Hyères HC                               | 223    | +7             |
| 9     | CID Casa Murcia Getafe                  | 208    | +3             |
| 10    | Oettinger RSB Team Thüringen            | 194    | +18            |
| 11    | CS Meaux                                | 193    | +11            |
| 11    | GSD Anmic Sassari                       | 193    | -3             |
| 13    | RGKSC Rhinos Wolverhampton              | 184    | +7             |
| 14    | Gruppo Tercas Amicacci Giulianova       | 173    | -5             |
| 15    | Beit Halochem Tel Aviv                  | 165    | +8             |
| 16    | GSD Porto Torres                        | 162    | +2             |
| 17    | BSR ACES Las Palmas Gran Canaria        | 159    | +2             |
| 18    | HB Le Cannet CA                         | 156    | +8             |
| 19    | Padova Millennium Basket                | 154    | -5             |
| 20    | Toulouse IC                             | 153    | -7             |
| 21    | Izmir BB Genclik VESK                   | 139    | +3             |
| 22    | ASD Polisportiva Nordest                | 136    | +19            |
| 23    | Pilatus Dragons RCZS                    | 135    | -7             |
| 24    | Leopards de Guyenne Bordeaux            | 132    | +8             |
| 25    | Beit Halochem Haifa                     | 125    | +4             |
| 26    | BSR Fundacion Grupo Norte Valladolid    | 116    | -19            |
| 27    | Roller Bulls Sankt Vith                 | 115    | +24            |
| 28    | ASD Santo Stefano Banca Marche          | 112    | -17            |
| 29    | BC Verkerk                              | 106    | -19            |
| 30    | Oldham Owls                             | 105    | -5             |
| 31    | Meylan Grenoble HB                      | 101    | -4             |
| 32    | CP Mideba Extremadura                   | 91     | en stagnation  |
| 33    | Köln 99ers                              | 85     | +3             |
| 34    | BKIS Nevsky Alyans Sankt-Peterbourg VOI | 70     | +5             |
| 35    | KK Turkcell Lefkosia                    | 67     | en stagnation  |
| 35    | Sheffield Steelers                      | 67     | -4             |
| 37    | CTO Papendal                            | 66     | entrée         |
| 38    | BG Hamburg SV                           | 60     | entrée         |
| 39    | Interwetten Coloplast Sitting Bulls     | 59     | +7             |
| 39    | CTH Lannion                             | 59     | +5             |
| 41    | Mainhatten Skywheelers                  | 54     | entrée         |
| 42    | Akropol Norrbacka HIF                   | 50     | -2             |
| 43    | Immovesta Dolphins Trier                | 48     | -14            |
| 44    | Lottomatica Elecom Sport Roma           | 47     | -26            |
| 45    | Capital Aces WBC                        | 45     | -15            |
| 46    | CAPSAAA Paris                           | 42     | -6             |
| 46    | EH Villefranche Meyzieu                 | 42     | +13            |
| 46    | Coyotes WBC Nottingham                  | 42     | +15            |
| 49    | KIK Zmaj Gradacac                       | 39     | +5             |
| 50    | Antwerp Players                         | 37     | +12            |
| 50    | Baski Sankt-Peterbourg                  | 37     | +12            |